# Epiphragma genuale
Epiphragma genuale är en tvåvingeart som beskrevs av Alexander 1934. Epiphragma genuale ingår i släktet Epiphragma och familjen småharkrankar.
Artens utbredningsområde är Panama. Inga underarter finns listade i Catalogue of Life.